# توليف كيلياني-فيشر
تركيب كيلياني-فيشر ، ويسمى أيضًا تركيب سيانوهيدرين ، والذي سمي على اسم الكيميائيين الألمان هاينريش كيلياني  وهيرمان إميل فيشر  ، هو طريقة لتصنيع السكريات الأحادية عن طريق استطالة سلسلة الكربون الخاصة بها.